# Solingen Hauptbahnhof
Solingen Hauptbahnhof is een spoorwegstation in de Duitse plaats Solingen. Het station behoort tot de Duitse stationscategorie 2. Het station werd in 1867 geopend. Het station had tot december 2006 de naam Solingen-Ohligs. Het station is gelegen aan de lijnen Gruiten - Köln-Mülheim, Hilden - Solingen en Solingen - Remscheid.

## Treinverbindingen
| Serie | Treinsoort                          | Route | Bijzonderheden                                                               |
| ----- | ----------------------------------- | --- | ---------------------------------------------------------------------------- |
| RE 7  | Regional-Express (National Express) | Rheine – Münster (Westf) Hbf – Hamm (Westf) – Hagen Hbf – Wuppertal Hbf – Solingen Hbf – Köln Hbf – Neuss Hbf – Krefeld Hbf               | Rhein-Münsterland-Express                                                    |
| RB 47 | Regionalbahn (DB Regio NRW)         | Wuppertal Hbf – Remscheid-Lennep – Remscheid Hbf – Solingen Hbf – (Düsseldorf Hbf)                                                        | Vervangen door S-Bahn 7                                                      |
| RB 48 | Regionalbahn (National Express)     | Wuppertal-Oberbarmen – Wuppertal Hbf – Solingen Hbf – Köln Messe/Deutz – Köln Hbf – (Brühl – Bonn Hbf – Bonn-Bad Godesberg – Bonn-Mehlem) | Rhein-Wupper-Bahn 2x per uur Wuppertal-Köln, 1x per uur van/naar Bonn-Mehlem |
| S 1   | S-Bahn (DB Regio NRW)               | Solingen Hbf – Düsseldorf Hbf – Düsseldorf Luchthaven – Duisburg Hbf – Mülheim (Ruhr) Hbf – Essen Hbf – Bochum Hbf – Dortmund Hbf         |                                                                              |

Dortmund Hbf ·
Dortmund-Dorstfeld ·
Dortmund-Wischlingen ·
Dortmund-Dorstfeld Süd ·
Dortmund Universität ·
Dortmund-Oespel ·
Dortmund-Kley ·
Bochum-Langendreer ·
Bochum-Langendreer West ·
Bochum Hbf ·
Bochum-Ehrenfeld ·
Wattenscheid-Höntrop ·
Essen-Eiberg ·
Essen-Steele Ost ·
Essen-Steele ·
Essen Hbf ·
Essen West ·
Essen-Frohnhausen ·
Mülheim Hbf ·
Mülheim-Styrum ·
Duisburg Hbf ·
Duisburg Schlenk ·
Duisburg-Buchholz ·
Duisburg-Großenbaum ·
Duisburg-Rahm ·
Angermund ·
Düsseldorf Flughafen ·
Düsseldorf-Unterrath ·
Düsseldorf-Derendorf ·
Düsseldorf Zoo ·
Düsseldorf-Wehrhahn ·
Düsseldorf Hbf ·
Düsseldorf Volksgarten ·
Düsseldorf-Oberbilk ·
Düsseldorf-Eller Mitte ·
Düsseldorf-Eller ·
Hilden ·
Hilden Süd ·
Solingen Vogelpark ·
Solingen Hbf